# パープル・ハート (2022年の映画)
パープル・ハート（原題：Purple Hearts）は、2022年に公開されたアメリカ合衆国のロマンス映画。テス・ウェイクフィールドの同名小説が原作。2022年7月29日にNetflixで配信された。
主演のソフィア・カーソンは、製作総指揮、音楽にも携わった。

## あらすじ
バーで働きながら歌手を続けているラテン系の移民のキャシーは、1型糖尿病を発病し、加入する健康保険が治療に適用外なために高額なインスリンが買えず、仕事に明け暮れる日々を送っていた。ある日、海兵隊に所属するキャシーの幼馴染フランキーが、イラク派遣前に仲間を引き連れバーにやってきて、キャシーはルークという海兵隊員と出会う。最初は性格が合わずにぶつかり合うキャシーとルークだったが、体調を悪くし糖尿病の治療が受けれず窮地に立たされたキャシーは、海兵隊員の配偶者になれば手厚い健康保険と給付金が受けられる事を知り、とある事情で借金を抱えるルークと結婚し、偽の夫婦となる計画を企てる。この事実が外部に知られれば処罰を受けるリスクを背負いながらも2人はルークがイラクに派遣されてる間も連絡を取り合い夫婦のフリを続けていく。ルークが帰国すれば2人の婚姻関係は終わる予定だったが、ある悲劇が起こり次第に2人は関係を深めていく。

## キャスト
※括弧内は日本語吹替。
- キャシー・サラザール - ソフィア・カーソン（下山田綾華）
- ルーク・モロー - ニコラス・ガリツィン（玉木雅士）
- フランキー - チョーズン・ジェイコブス（青木強）
- ノラ - カトリーナ・カニンガム（中村美怜）
- ジェイコブ・モロー - リンデン・アシュビー（さかき孝輔）
- ジョノー - アンソニー・イッポリート（岩城泰司）
- トビー - ジョン・ハーラン・キム（木内太郎）
- ジェイコブ・モローJr. - スコット・デッカート（最上嗣生）
- アーマンド - ニコラス・デュヴァーネイ（藤巻大悟）
- ブランドン - ダスティン・ジョーンズ（武蔵真之介）
- マリソル - ローレン・エスカンドン（仲村かおり）
- ヘイリー - サラ・リッチ（野々山恵梨）
- スペンサー - テオ・ローゼンバウム（池田海咲）
- マックス - イーサン・エストラダ（武田太一）
- ヤーヴィス - アサンテ・ジョーンズ（鷲見昂大）

日本語版制作スタッフ
演出：桐川亜紀、翻訳：佐藤邦子、調整：藤林繁
録音：村田涼、制作：グロービジョン

## スタッフ
- 監督 - エリザベス・アレン・ローゼンバウム
- 脚本 - リズ・W・ガルシア、カイル・ジャロウ
- 原作 - テス・ウェイクフィールド『Purple Hearts』

## サウンドトラック
主人公キャシーを演じたソフィア・カーソンが歌唱と作詞を担当した全8曲がオリジナルトラックに収録され、映画公開と同じ2022年7月29日に配信された。アメリカのiTunesアルバム・チャートで2位、アメリカやヨーロッパのiTunesサウンドトラック・チャートにおいては1位を記録するなどヒットした。

## 受賞
- 第32回MTVムービー&TVアワード 音楽シーン賞[3]